# Ridderorden in El Salvador
El Salvador heeft sinds de onafhankelijkheid in 1839 een klein aantal ridderorden en onderscheidingen ingesteld.
- De Nationale Orde van José Matias Delgado 1946
- De Orde van Francisco Moran
- De Orde van Politieke Verdienste
- De Orde voor Verdienstelijk Militair Optreden (Orden Merito Militar Pensionada)